# Relación de compresión (informática)
En la compresión digital, la relación de compresión de datos, (RC) también conocida como potencia de compresión, es una medida de la reducción relativa del tamaño de la representación de los datos producida por un algoritmo de compresión de datos. Se expresa típicamente como la división del tamaño no comprimido por el tamaño comprimido.
Por ejemplo, una RC de 10:1 indica que por cada 10 bits del archivo informático original solamente tenemos 1 bit en el fichero comprimido, es decir, el tamaño del fichero se habrá reducido en 10 veces.

## Definición
La relación de compresión de datos se define como la relación entre el tamaño sin comprimir y el tamaño comprimido: